# Katla (televisieserie)
Katla (gestileerd als KATLA) is een IJslandse mystery-dramaserie, bedacht door Baltasar Kormákur en Sigurjón Kjartansson. De serie ging in première op 17 juni 2021 op Netflix.

## Verhaal
Na de vulkaanuitbarsting van Katla, worden de levens van de mensen van het dorp Vik op zijn kop gezet en beginnen mysteries uit het ijs te komen.

## Rolverdeling
- Guðrún Eyfjörð als Gríma
- Íris Tanja Flygenring als Ása
- Ingvar Eggert Sigurðsson als Þór
- Aliette Opheim als Gunhild
- Valter Skarsgård als Björn
- Aldis Amah Hamilton als Eyja
- Þorsteinn Bachmann als Gísli
- Sólveig Arnarsdóttir als Magnea
- Haraldur Ari Stefánsson als Einar
- Björn Thors als Darri
- Birgitta Birgisdóttir als Rakel
- Hlynur Atli Harðarson als Mikael
- Helga Braga Jónsdóttir als Vigdís
- Björn Ingi Hilmarsson als Leifur